# Lazare Hoche
Louis Lazare Hoche (24. juni 1768 i Montreuil ved Versailles – 18. september 1797 i Wetzlar) var en fransk general.
Han var oprindelig staldknægt ved de kongelige stalde, men trådte som 16-årig ind i hæren og udmærkede sig snart ved flere lejligheder. 1792 nåede han løjtnantsgraden, kom til Mosel-Hæren og indlagde sig betydelig Fortjeneste ved Thionville og Neerwinden. Allerede 1793 udnævnes han til general og ledede det sidste afgørende udfald fra det belejrede Dünkirchen. Han blev derefter højstbefalende for Mosel-Hæren, men formåede ikke at udrette noget væsentligt over for de overlegne Preussere.
Hans dygtighed som Fører vandt imidlertid almindelig anerkendelse, og han sattes i Spidsen for de forenede Mosel- og Rhin-Hære, med hvilke han jog Fjenden ud af Alsace. Forskellige Intriger bragte ham imidlertid i Miskredit hos Velfærdskomiteen. St Just lod ham arrestere og føre til Paris som Forræder. Robespierres Fald reddede ham fra Skafottet. Han løslodes af Fængslet og betroedes Føringen af de Tropper, der skulde dæmpe Oprøret i Vendée.
Hoche forstod på en behændig måde at forene Strenghed og Mildhed også over for den oprørske Befolkning. I Beg. af Juli 1596 var Oprøret fuldstændig kuet. S. A. sattes H. i Spidsen for en Ekspedition til Irland, og han sejlede i Novbr fra Brest med 18000 Mand, men Stormen splittede Flåden og Foretagendet strandede. H. fik derefter 1797 Befalingen over Sambre—Meuse-Hæren, med hvilken han åbnede Felttoget ved en heldig udført Overgang over Rhinen ved Neuwied, men Våbenstilstanden indstillede Operationerne.
Hoche beskæftigede sig nu med Planen om et nyt Togt til Irland og opholdt sig i den Anledning en Tid i Paris, hvor han overtog Posten som Krigsminister, men kun for 1 måned, da Intriger tvang ham til at træde tilbage. Han kom nu til Fronten som Chef for Mosel- og Meuse-Hæren med Garnison i Wetzlar, hvor han samme år døde så pludseligt, at tanken ledtes hen på en forgiftning som dødsårsag. Hoche var næst Bonaparte det betydeligste militære Talent, der kom frem i den 1. Koalitionskrig.